# Saint-Clair-sur-Epte

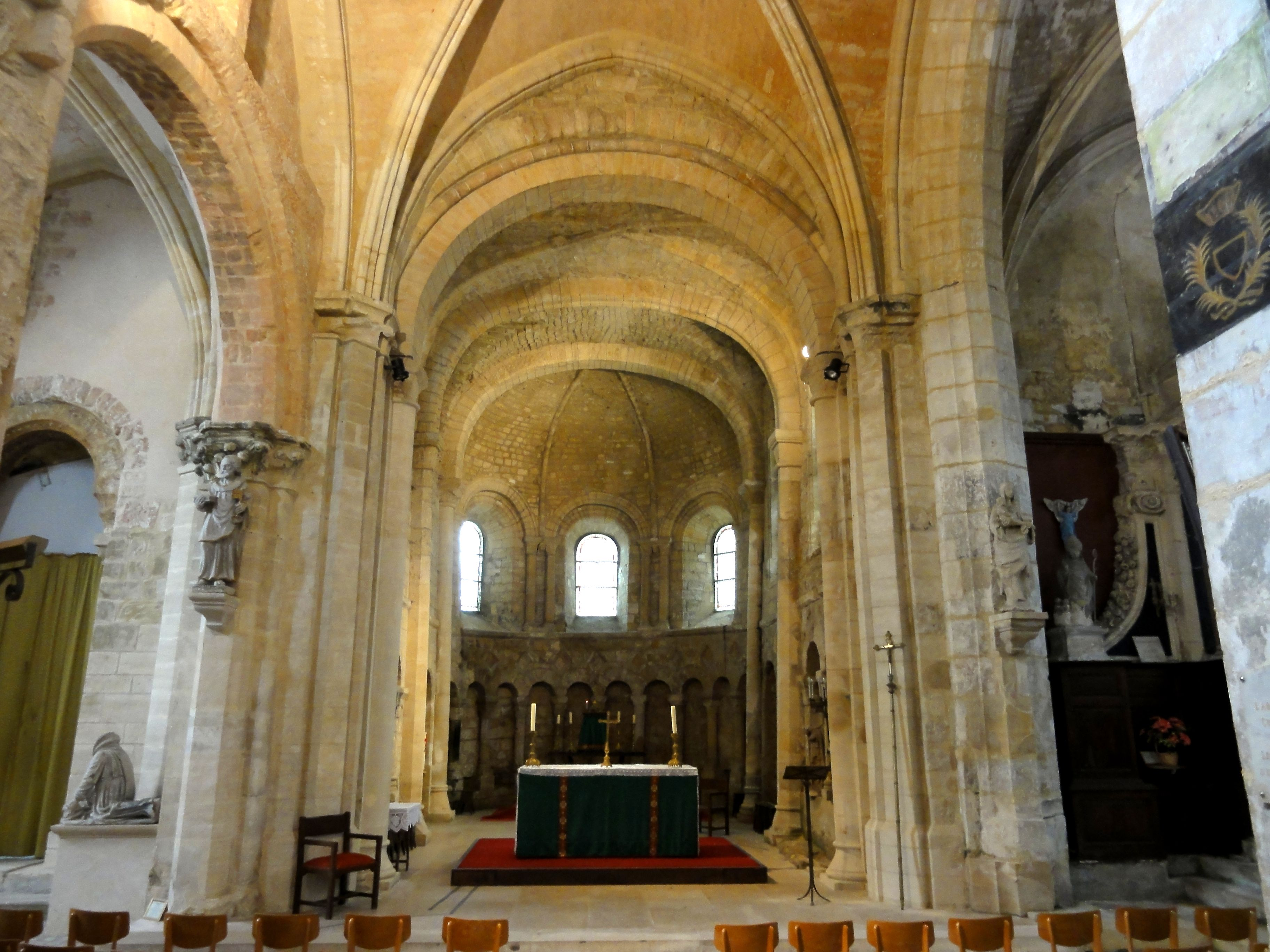
Chorbereich der Kirche

Saint-Clair-sur-Epte ist eine französische Gemeinde mit 979 Einwohnern (Stand 1. Januar 2022) im Département Val-d’Oise in der Region Île-de-France. Zu Saint-Clair-sur-Epte gehören folgende Weiler (hameaux) und Wohnplätze: Breuil, Le Héloy, Beaujardin und Le Fayel.

## Lage und Klima
Die Gemeinde Saint-Clair-sur-Epte ist die nördlichste Gemeinde des Départements Val-d’Oise. Sie befindet sich etwa auf halber Strecke zwischen Paris (ca. 70 km Fahrtstrecke) südöstlich und Rouen (ca. 55 km nordwestlich) in einer Höhe von ca. 50 m. Sie liegt auf dem östlichen Ufer der Epte. Das Gemeindegebiet gehört zum Regionalen Naturpark Vexin français. Das Klima ist gemäßigt und wird in hohem Maße vom ca. 100 km (Luftlinie) entfernten Atlantik beeinflusst; Regen (ca. 700 bis 800 mm/Jahr) fällt übers Jahr verteilt.

## Bevölkerungsentwicklung
| Jahr                       | 1800 | 1851 | 1901 | 1954 | 1999 | 2020 |
| Einwohner                  | 634  | 571  | 569  | 512  | 801  | 993  |
| Quellen: Cassini und INSEE |      |      |      |      |      |      |

Der Bevölkerungsanstieg seit den 1980er Jahren beruht im Wesentlichen auf der Lage des Ortes am Westrand der Île-de-France an der Grenze zur Normandie.

## Wirtschaft
Die Landwirtschaft spielt – trotz des an Bedeutung zunehmenden Dienstleistungssektors – noch immer die zentrale Rolle im Wirtschaftsleben der Gemeinde.

## Geschichte
Funde aus der Vorgeschichte, darunter die megalithische Allée couverte du Fayel bezeugen eine frühe Besiedlung. Im ausgehenden 9. Jahrhundert soll hier der Hl. Clarus von Rochester gepredigt und den Märtyrertod erlitten haben. Der am 11. Juli 911 zwischen dem westfränkischen König Karl III. und Rollo, dem Jarl der Normannen, geschlossene Vertrag von Saint-Clair-sur-Epte ist das wichtigste Ereignis in der Geschichte der Gemeinde.

## Sehenswürdigkeiten
- Die in Teilen romanische Kirche Notre-Dame, erbaut ab dem 11. Jahrhundert, ist als (Monument historique) anerkannt.[1]
- Die Ermitage de Saint-Clair, erbaut ab dem 16. Jahrhundert, ist ebenfalls als (Monument historique) eingestuft.[2]
- In einem imposanten Fachwerkhaus an der Place Rollon befand sich ehemals ein Gasthaus mit Übernachtungsmöglichkeit (hostellerie).

 Umgebung
- Schlosspark von Le Héloy[3] (Monument historique)
- Waschhaus von Breuil

## Persönlichkeiten
- Hl. Clarus von Rochester (845–884), der Prediger und Märtyrer starb in Saint-Clair-sur-Epte
- David Widhopff (1867–1933), der französische Maler russischer Abstammung starb in Saint-Clair-sur-Epte
- Marcel Bucard (1895–1946), der rechtsextreme französische Politiker wurde in Saint-Clair-sur-Epte geboren
- Louis de Funès (1914–1983), der französische Schauspieler lebte nahezu 20 Jahre in Saint-Clair-sur-Epte
- Béatrix Beck (1914–2008), die französische Schriftstellerin lebte und starb in Saint-Clair-sur-Epte